# Guanting (sockenhuvudort i Kina, Hunan Sheng, lat 29,71, long 111,54)
Guanting (kinesiska: Guanting Xiang, 官亭乡) är en sockenhuvudort i Kina. Den ligger i provinsen Hunan, i den södra delen av landet, omkring 220 kilometer nordväst om provinshuvudstaden Changsha. Antalet invånare är 21 055. Befolkningen består av 10 419 kvinnor och 10 636 män. Barn under 15 år utgör 13,0 %, vuxna 15-64 år 74 %, och äldre över 65 år 11,0 %.
Runt Guanting är det tätbefolkat, med 308 invånare per kvadratkilometer. Närmaste större samhälle är Xin'an, 8,0 km sydväst om Guanting. Trakten runt Guanting består till största delen av jordbruksmark.
Genomsnittlig årsnederbörd är 1 565 millimeter. Den regnigaste månaden är maj, med i genomsnitt 222 mm nederbörd, och den torraste är december, med 22 mm nederbörd.